# La compagna di scuola
La compagna di scuola è il sesto romanzo di Madeleine Wickham (conosciuta anche come Sophie Kinsella), scritto nel 2000, lo stesso anno in cui uscì I Love Shopping, suo romanzo d'esordio a livello internazionale.

## Trama
Tre ragazze trentenni, Maggie, Candice e Roxanne, grandi amiche e colleghe nel giornale The Londoner si ritrovano una volta al mese al Manhattan Bar per bere cocktail e scambiare due chiacchiere. Sembrano tutte avere una vita molto felice, ma ognuna nasconde un lato di sé che non vuol rivelare: Maggie, incinta a poche settimane del parto, direttrice del giornale nonché donna in carriera sposata con il ricco Giles Drakefort, che in preda all'ansia per il proprio futuro, crede di non essere all'altezza nel proprio nuovo ruolo di madre; Roxanne, giornalista freeland, che viaggia continuamente e amante di un uomo più vecchio di lei, sposato e con figli, di cui è molto innamorata e che non riesce a lasciare; Candice che compie azioni di beneficenza non tanto per bontà ma per un senso di colpa che cova fin da ragazza a causa degli errori del padre, che si arricchiva a scapito di amici a conoscenti facendosi prestare soldi, che sperperava, anche per la sua stessa famiglia. Ed è proprio questo senso di colpa che le cambia la vita. In una di queste serate tra amiche ritrova, nella cameriera che le serve, la vecchia compagna di scuola Heather Trelawey, il cui padre fu una della tante vittime del proprio. Pensando quindi di dover rimediare per le colpe del padre le offre un lavoro al giornale, un tetto e un'amicizia sincera. Ma Heather non si dimostra affatto l'essere innocente che crede, anzi, le toglie ciò che lei stessa perse in passato: amiche, soldi e lavoro, ridicolizzandola. Col tempo, ciascuna delle protagoniste riconosce i propri limiti, accetta il proprio destino e matura, ritrovando nell'altra la persona di cui potersi fidare.

## Edizioni
- Madeleine Wickham, La compagna di scuola, traduzione di, Arnoldo Mondadori Editore, 2010,  pp.288, ISBN 978-88-04-59535-9.